# Clavillas
Clavillas (Clavichas en asturiano y oficialmente) es una parroquia, una entidad de población y un núcleo de población español del municipio de Somiedo, en la comunidad autónoma de Asturias.

## Geografía
Ocupa una extensión de 13,04 km². Está situada a 19,5 km de la capital del concejo.

## Historia
Hacia mediados del siglo XIX, la parroquia, ya por entonces perteneciente a Somiedo, tenía contabilizada una población de cuatrocientos habitantes. Aparece descrita en el sexto volumen del Diccionario geográfico-estadístico-histórico de España y sus posesiones de Ultramar de Pascual Madoz con las siguientes palabras:

CLAVILLAS (San Cristobal de): felig. en la prov. y dióc. de Oviedo (11 leg.), part. jud. de Belmonte (4), ayunt. de Somiedo (2): sit. en la falda meridional de una elevada sierra, enfrente de la cual se levanta otro cerro que forma con aquella una estrecha encañada por donde atraviesa un riach. La combaten principalmente los aires del N. y O., por cuya circunstancia el clima es frio y húmedo, si bien durante el estío bastante cálido; las enfermedades mas frecuentes son inflamaciones de garganta y paperas, particularmente en las mujeres. Ademas del l. de su nombre comprende los de Valcárcel hácia el E. de dicha encañada, y Bustariega al N. de la sierra mencionada: hay en ellos 200 casas, y en el de Clavillas una fuente de buenas aguas para surtido del vecindario. La igl. parr. bajo la advocacion de San Cristóbal, tiene por aneja la de San Pedro de la Riera, y está servida por un cura y un escusador: el curato es de ingreso y de patronato de S. M.: tambien hay en cada uno de los l. agregados al de la parr., una ermita que nada de notable ofrece. Confina el térm. N. y O. felig. de Santullano; E. la de las Morteras, y S. la de la Riera. Dentro del mismo y en direccion de Bustariega se encuentra el despo. denominado la Collada de la Mismalina: á la parte arriba del l. de Valcárcel el punto titulado la Braña, donde residen los ganaderos en el estio, existiendo tambien en este pueblo las ruinas de un ant. edificio que servia de casa municipal y cárcel, cuando la felig. correspondia al señorio de Omaña. El terreno participa de monte y llano; el primero contiene el cerro de las Falgueras al N. de Clavillas, y está poblado de hayas, y hácia el E. otro titulado la Granda, donde se crian arbustos y maleza. Unicamente cruza por el térm. el indicado arroyo, el cual nace á 1/2 leg. de dist. por la parte del E., y se reune con el de la Riera á 1/4 de Clavillas. Los caminos son locales, habiendo otros que dirigen á Belmonte, Salcedo y Teberga, todos en mal estado: el correo se recibe en la cap. del ayunt. dos veces á la semana. prod.: trigo, escanda, centeno, maiz, castañas, nueces, avellanas, garbanzos, arbejas, lentejas, patatas, habas, hortaliza, frutas de varias clases, en particular muy buenas cerezas y mucho heno; se cria ganado vacuno, caballar, de cerda, lanar y cabrío; hay caza mayor y menor, animales dañinos y alguna pesca menuda. ind.: ademas de la agricultura se cuentan distintos molinos harineros. pobl.: 100 vec., 400 alm. contr. con su ayunt.
(Madoz, 1847, pp. 477-478)

## Geografía humana

### Organización territorial
La parroquia está conformada por las siguientes entidades de población:
- Bustariega (La Bustariega en asturiano)[1]
- Clavillas (Clavichas en asturiano)[1]
- Santiago del Hermo (Santiagu l'Hermu en asturiano)[1]
- Valcárcel

### Demografía
En 2023, la entidad colectiva de población tenía empadronados 53 habitantes; la entidad singular de población, seis, y el núcleo de población, también seis.

## Patrimonio
Se celebran la festividades de San Antonio, Santa Bárbara, El Rosario y Santiago. Su templo parroquial está dedicado a San Cristóbal. Dispone de algunas edificaciones típicas como el molino de Valcárcel y el de Bustariega.